# 大西厚樹
大西 厚樹（おおにし あつき、1950年 - 没年不明）は、日本のファッションデザイナー。ブランド「ATSUKI ONISHI」でテディ・ベアや不思議の国のアリスをモチーフに入れた洋服や小物を発表。1980年代に雑誌『Olive』の読者を中心に人気を集めた。

## 経歴
1950年（昭和25年）、兵庫県に生まれる。1971年（昭和46年）、バンタンデザイン研究所を卒業。1978年（昭和53年）、BIGIグループのキャトルセゾンに入社。1983年（昭和58年）、「QUATRE SAISONS（キャトルセゾン）」のブランド名を「ATSUKI ONISHI（アツキオオニシ）」に変更。1986年（昭和61年）、テディ・ベアをテーマにした秋冬コレクションを発表。また、国際スポーツフェアの春のユニフォームを制作。1987年（昭和62年）6月、西川産業とライセンス契約を結び「ATSUKI ONISHI HANDKERCHIEF」を発表。
1989年（平成1年）8月、イギリスに渡り、1年の大半をロンドンで過ごす。11月、シンボルマークとして「A.O. by ATUSUKI ONISHI」の使用を開始。1990年（平成2年）6月、日本に帰国。1994年（平成6年）2月、メンズブランド「Rupert」を発表。1996年（平成8年）4月、新レディースブランド「ALICE BY ATSUKI ONISHI」を発表。

## 著書
- 『ATSUKI ONISHIのニットの絵本』文化出版局、1985年9月 ISBN 978-4579102716
- 『大西厚樹のセーターブック - 今風に、トラディショナル』日本ヴォーグ社、1995年9月 ISBN 978-4529026574
- 『大西厚樹のセーターブック - 夏、スポーツを編もう!』日本ヴォーグ社、1996年3月 全国書誌番号:96046756
- 『大西厚樹のセーターブック - 今が旬!モッズスタイルを編もう』日本ヴォーグ社、1996年10月 ISBN 978-4529028318